# Discografia dei Savatage

## Album studio
| Data di pubblicazione | Titolo                    | Etichetta             | Posizione classifiche                                                           |
| 11 aprile 1983        | Sirens                    | Combat Records        |                                                                                 |
| 20 maggio 1985        | Power of the Night        | Atlantic Records      |                                                                                 |
| 30 giugno 1986        | Fight for the Rock        | Atlantic Records      | Billboard Top 200: #158                                                         |
| 28 settembre 1987     | Hall of the Mountain King | Atlantic Records      | Billboard Top 200: #116                                                         |
| 1º dicembre 1989      | Gutter Ballet             | Atlantic Records      | Billboard Top 200: #124 Germania: #47                                           |
| 4 ottobre 1991        | Streets: A Rock Opera     | Atlantic Records      | Heatseekers: #31                                                                |
| 2 aprile 1993         | Edge of Thorns            | Atlantic Records      | Heatseekers: #23 Germania: #79                                                  |
| 15 agosto 1994        | Handful of Rain           | Atlantic Records      | Heatseekers: #31 Germania: #85                                                  |
| 22 settembre 1995     | Dead Winter Dead          | Atlantic Records      | Heatseekers: #18 Germania: #80                                                  |
| 7 aprile 1998         | The Wake of Magellan      | Atlantic Records      | Heatseekers: #26 Germania: #11                                                  |
| 3 aprile 2001         | Poets and Madmen          | Nuclear Blast Records | Top Independent Albums: #49 Germania: #7 Austria: #70 Italia: #93 Svizzera: #98 |

## Live
| Data di pubblicazione | Titolo                        | Etichetta    | Posizione classifiche |
| 9 ottobre 1995        | Live in Japan                 | Zero Records |                       |
| 15 dicembre 1995      | Final Bell/Ghost in the Ruins | Zero Records |                       |

## Raccolte
| Data di pubblicazione | Titolo                       | Etichetta    | Posizione classifiche |
| 2 dicembre 1995       | From the Gutter to the Stage | Edel Records |                       |
| 10 gennaio 1997       | The Best and the Rest        | JVC Victor   |                       |
| 18 novembre 1998      | Believe                      | Zero Records |                       |
| 2 maggio 2010         | Still the Orchestra Plays    | SPV Records  |                       |
| 19 giugno 2015        | Return to Wacken             | Edel Records |                       |

## EP
| Data di pubblicazione | Titolo                   | Etichetta        | Posizione classifiche |
| 1985                  | The Dungeons Are Calling | Combat Records   |                       |
| 1995                  | Chance EP                | Atlantic Records |                       |
| 1995                  | Doesn't Matter Anyway EP | Atlantic Records |                       |

## Singoli
| Anno | Titolo                     | Posizione classifiche             | Posizione classifiche | Album                 |
| Anno | Titolo                     | U.S. Mainstream Rock Tracks chart | German Top100         | Album                 |
| 1985 | "In the Dream"             | -                                 | -                     | Power of the Night    |
| 1989 | "Gutter Ballet"            | -                                 | -                     | Gutter Ballet         |
| 1989 | "When the Crowds are Gone" | -                                 | -                     | Gutter Ballet         |
| 1991 | "Jesus Saves"              | -                                 | -                     | Streets: A Rock Opera |
| 1993 | "Edge of Thorns"           | #26                               | -                     | Edge of Thorns        |
| 1994 | "Handful of Rain"          | -                                 | -                     | Handful of Rain       |
| 1995 | "Chance"                   | -                                 | -                     | Handful of Rain       |
| 1995 | "Doesn't Matter Anyway"    | -                                 | -                     | Dead Winter Dead      |
| 1995 | "Dead Winter Dead"         | -                                 | -                     | Dead Winter Dead      |
| 1996 | "One Child"                | -                                 | -                     | Dead Winter Dead      |
| 1998 | "Turns to Me"              | -                                 | -                     | The Wake of Magellan  |
| 2001 | "Commissar"                | -                                 | #88                   | Poets and Madmen      |

## Videografia

### VHS
- 1998 - Japan Live 94

### Video musicali
| Anno | Titolo                      | Album                     |
| 1987 | "Hall of the Mountain King" | Hall of the Mountain King |
| 1987 | "24 Hours Ago"              | Hall of the Mountain King |
| 1989 | "Gutter Ballet"             | Gutter Ballet             |
| 1989 | "When the Crowds are Gone"  | Gutter Ballet             |
| 1991 | "Jesus Saves"               | Streets: A Rock Opera     |
| 1993 | "Edge of Thorns"            | Edge of Thorns            |
| 1993 | "Sleep"                     | Edge of Thorns            |
| 1994 | "Handful of Rain"           | Handful of Rain           |
| 1996 | "One Child"                 | Dead Winter Dead          |